# Halkosaari (ö i Norra Savolax, Inre Savolax, lat 62,68, long 27,40)
Halkosaari är en ö i Finland. Den ligger i sjön Kutunjärvi och i kommunen Suonenjoki i den ekonomiska regionen  Inre Savolax ekonomiska region  och landskapet Norra Savolax, i den centrala delen av landet, 300 km norr om huvudstaden Helsingfors. Öns area är 1,4 hektar och dess största längd är 230 meter i nord-sydlig riktning.